# Скороходівське нафтогазоконденсатне родовище
Скороходівське нафтогазоконденсатне родовище — належить до Талалаївсько-Рибальського нафтогазоносного району Східного нафтогазоносного регіону України.

## Опис
Розташоване в Чернігівській області на відстані 4 км від смт Талалаївка.
Знаходиться на Талалаївському виступі фундаменту в північно-західній частині північної прибортової зони Дніпровсько-Донецької западини.
Геологічна структура (тераса — брахіантикліналь північно-східного простягання, розміри по ізогіпсі — 3450 м 3,3х2,1 м, амплітуда 130 м) виявлена в 1955 р.
Перший приплив нафти одержано з пісковиків вехн. візе в інтервалі 3596-3602 м у 1973 р.
Поклади пластові, склепінчасті, тектонічно екрановані, літологічно обмежені. Колектори — пісковики.
Експлуатується з 1974 р. Початковий режим розробки — пружноводонапірний. Вилучено 54 % газу та 48,2 % конденсату (1994). Запаси початкові видобувні категорій А+В+С1 — 7035 тис.т нафти; розчиненого газу 571 млн. м³. Густина дегазованої нафти 793—858 кг/м³. Вміст сірки 0,07-0,66 мас.%.